# Louis Déprez
Louis Déprez (né le 6 janvier 1921 à Lières et mort le 27 juillet 1999 à Lillers) est un coureur cycliste français. 
Professionnel de 1945 à 1954, il a remporté la première édition des Quatre Jours de Dunkerque, en 1955. Il a participé cinq fois au Tour de France.

## Palmarès
- Amateur
  - 1936-1938 : 23 victoires
- 1943
  - Champion du Pas-de-Calais de vitesse
  - Champion du Pas-de-Calais de poursuite par équipes
  - Paris-Province
  - 3e du Grand Prix de Fourmies
- 1945
  - Paris-Arras
- 1946
  - Tour de Suisse des Aspirants-Pro :
    - Classement général
    - 1re étape

  - Lille-Berck
  - Lille-Maubeuge
  - Tourcoing-Dunkerque-Tourcoing
  - 2e de Paris-Lens
  - 3e du Paris-Roubaix travailliste
- 1947
  - 2e étape du Tour de la Manche
  - 2e de Tourcoing-Dunkerque-Tourcoing
  - 2e du Circuit du Maine-Libre
  - 3e du Tour de la Manche
  - 3e du Grand Prix d'Isbergues
- 1948
  - Tourcoing-Dunkerque-Tourcoing
  - 2e du Tour de la Manche
  - 2e de Lille-Calais-Lille
  - 2e du Circuit du Pévèle
- 1949
  - Paris-Valenciennes
  - Grand Prix du Pneumatique
  - 2e étape du Tour de la Manche
  - 3e du Tour de la Manche
  - 3e de de Lille-Calais-Lille
- 1950
  - Roubaix-Berck Plage
  - 2e de Paris-Montceau-les-Mines
  - 3e du Critérium national
- 1951
  - Tour de la Manche :
    - Classement général
    - 1re étape

  - 13e étape du Tour du Maroc
  - 3e du Paris-Valenciennes
- 1952
  - Tour de la Manche :
    - Classement général
    - 1rea étape

  - 4e étape du Tour du Maroc
  - 2e du Paris-Valenciennes
  - 3e du Grand Prix de Fourmies
- 1953
  - 2e étape du Circuit des Ardennes
  - 2e du Circuit des Ardennes
  - 2e du Paris-Valenciennes
  - 2e du Grand Prix de Saint-Omer
- 1954
  - Circuit des Ardennes :
    - Classement général
    - 2e étape

  - 3e étape du Tour de Champagne
  - 2e et 3e étapes du Tour du Nord
  - 3e du Grand Prix de Saint-Omer
- 1955
  - 1re étape du Tour de Picardie
  - Quatre Jours de Dunkerque :
    - Classement général
    - 4e étape

  - 2e du Circuit des Ardennes
  - 2e de la Poly Nordiste
- 1956
  - 3e étape des Quatre Jours de Dunkerque
  - Grand Prix du Courrier picard
  - 3e de Paris-Arras
- 1957
  - 1re étape des Trois Jours d'Hénin-Liétard
  - Grand Prix de Saint-Omer
  - 2e des Trois Jours d'Hénin-Liétard
  - 3e de Paris-Arras
- 1958
  - 2e du Circuit de la Vallée de l'Aa
- 1959
  - 2e étape du Circuit des Ardennes
  - Deux Jours d'Ault-Onival :
    - Classement général
    - 2 étapes

  - Grand Prix des Flandres françaises
- 1960
  - 2e du Grand Prix de Saint-Omer
- 1961
  -  Champion de France des vétérans
  - 2e de la Ronde des Flandres
  - 3e du Grand Prix des Marbriers
- 1962
  - Tour de Luxembourg vétérans :
    - Classement général
    - 1re, 2e et 3e étapes

  - Paris-Briare
- 1963
  - Tour de Luxembourg vétérans :
    - Classement général
    - 3e étape

  - 2e du championnat de France des vétérans
- 1964
  -  Champion de France des vétérans

## Résultats sur le Tour de France
5 participations
- 1947 : 35e
- 1948 : abandon sur chute (8e étape)
- 1949 : 30e
- 1950 : éliminé (9e étape)
- 1951 : 37e